# هیستون اچ۳
هیستون H3 یکی از پنج هیستون اصلی است که در ساختار کروماتین در سلولهای یوکاریوتی وجود دارد. H3 با داشتن یک ناحیه اصلی کروی و یک دم طولانی N- ترمینال بر روی ساختار 'beads on a string' نوکلئوزوم قرار گرفته‌است. پروتئین‌های هیستون به‌طور گسترده پس از ترجمه اصلاح شده‌اند، اما هیستون H3 بسیار بیشتر از پنج هیستون دیگر اصلاح شده‌است. هیستون H3 پروتئین مهمی در زمینه ظهور اپی ژنتیک است، و گمان می‌رود توالی انواع آن و تغییرهای مختلف پس از ترجمه نقش مهمی در تنظیم بلند مدت ژن‌ها دارند.

## وراژنتیکو تغییرات پس از ترجمه
پایانه N هیستون H3 از هسته کروی نوکلئوزوم مستعد تغییرات پس از ترجمه است که فرایندهای سلولی را تحت تأثیر قرار می‌دهد. این تغییرات شامل پیوند کووالانسی گروه‌های متیل یا استیل (گروه عاملی) به اسیدهای آمینه لیزین و آرژینین و فسفوریله شدن سرین یا ترئونین می‌باشد. دی- و تری متیلاسیون لیزین ۹ با سرکوب و هتروکروماتین در ارتباط است، در حالی که متیلاسیون K4 با ژنهای فعال در ارتباط است. استیله شدن هیستون H3 در چندین جایگاه لیزین در دم هیستون توسط آنزیم‌های هیستون استیل ترانسفراز (HAT) انجام می‌شود. استیله شدن لیزین۱۴ معمولاً در ژنهایی مشاهده می‌شود که به‌طور فعال در RNA رونویسی می‌شوند.

## انواع توالی
سلولهای پستانداران هفت نوع دنباله شناخته شده هیستون H3 دارند. اینها به عنوان هیستون H3.1، هیستون H3.2، هیستون H3.3، هیستون (H3.4 (H3T، هیستون H3.5، هیستون H3.X و هیستون H3.Y نام گذاری شده‌اند و توالی‌های بسیار محافظت شده‌ای دارند که فقط در چند اسید آمینه متفاوت هستند. مشخص شده‌است که هیستون H3.3 در طول پیشرفت پستانداران نقش مهمی در حفظ ژنوم داشته‌است. انواع هیستون در موجودات مختلف، طبقه‌بندی آنها و ویژگی‌های خاص انواع را می‌توان در پایگاه داده "HistoneDB - با متغیرها" یافت.
H3 هیستون توسط ژن‌های مختلفی در ژنوم انسان کدگذاری شده‌است، از جمله:
- H3.1: HIST1H3A , HIST1H3B , HIST1H3C , HIST1H3D , HIST1H3E , HIST1H3F , HIST1H3G , HIST1H3H , HIST1H3I , HIST1H3J
- H3.2: HIST2H3A , HIST2H3C , HIST2H3D
- H3.3: H3F3A , H3F3B

## اعتیاد
اصلاحات اپی ژنتیکی دمهای هیستونی در نواحی خاص مغز از اهمیت ویژه ای در اعتیاد برخوردار است و بخش اعظم کار روی اعتیاد بر اصلاحات اپی ژنتیک هیستون H3 پس از ترجمه تمرکز دارد. هنگامی که تغییرات اپی ژنتیکی خاص رخ می‌دهد، به نظر می‌رسد آنها «زخم‌های مولکولی» طولانی مدت هستند که ممکن است مسئول پایداری اعتیاد باشند.
افراد سیگاری (حدود ۲۱٪ از جمعیت ایالات متحده) معمولاً به نیکوتین اعتیاد دارند. پس از ۷ روز نیکوتین درمانی در موشها، استیلاسیون هر دو هیستون H3 و هیستون H4 در پروموتور FosB در هسته اکومبنس مغز افزایش یافته و باعث افزایش ۶۱٪ در بیان FosB می‌شود. این اتفاق همچنین بیان دلتا FosB را افزایش می‌دهد. در هسته اکومبنس مغز، Delta FosB به عنوان «سوئیچ مولکولی پایدار» و «پروتئین کنترل اصلی» در گسترش یک اعتیاد عمل می‌کند.
حدود ۷٪ از جمعیت ایالات متحده به الکل معتاد هستند. در موش‌هایی که تا ۵ روز در معرض الکل قرار گرفتند، افزایش استیلاسیون هیستون ۳ لیزین ۹ در پروموتور پروستوسیپتین در مجموعه آمیگدال مغز مشاهده شد. این استیلاسیون یک علامت فعال کننده برای پرونوسایپتین است. سیستم گیرنده مواد افیونی نوکیسپتین / نوسیتپتین در تقویت تأثیرات الکل نقش دارد.
اعتیاد به کوکائین تقریباً در بین ۰/۵ درصد جمعیت آمریکا رواج دارد. تکرار مصرف کوکائین در موش باعث القاء هایپر استیلاسیون هیستون H3 یا H4 در ۱۶۹۶ ژن در هسته اکومبنس مغز و داستیله شدن در ۲۰۶ ژن شد. حداقل در ۴۵ ژن، مطالعات قبلی نشان داد تنظیم مثبت هسته اکومبنس در موش پس از در معرض قرار گرفتن کوکائین بسیار، نشان داد که با هایپر استیله شدن H3 و H4 همراه بوده‌است. بسیاری از این ژنها مستقیماً با اعتیاد به کوکائین در ارتباط هستند.
واکر و همکارانش در سال ۲۰۱۵ تعداد زیادی از استیلاسیون و متیلاسیون هیستون H3 را که در مغز بر اثر اعتیاد رخ داده بود، به صورت جدول درآوردند.
در نمونه‌های جوندگان، عوامل بسیاری سبب اعتیاد می‌شوند، مثل نیکوتین، الکل، ,کوکائین، هروئین و متامفتامین که باعث آسیب DNA در مغز می‌شوند. در هنگام ترمیم آسیب DNA، برخی از اتفاقات هنگام ترمیم نواحی آسیب دیده باعث تغییرات اپی ژنتیک دیگر می‌شود.
در سال ۲۰۱۳، تعداد ۲۲٫۷ میلیون نفر بین ۱۲ سال یا بزرگتر نیازمند درمان با substance dependence شدند.